# …Baby One More Time
A …Baby One More Time Britney Spears amerikai énekesnő debütáló albuma, mely 1999. január 12-én jelent meg a Jive Records gondozásában. 1997 júniusában Britney Lou Pearlman menedzserrel tárgyalt arról, hogy csatlakozzon-e az Innosense nevű női popegyütteshez. Édesanyja megkérdezte egy barátját, Larry Rudolphot, hogy mi a véleménye egy felvételről, melyen Spears Whitney Houston-számot ad elő. Rudolph úgy döntött, hogy elküldi több kiadónak a felvételt, és egy demót, melynek eredeti előadója Toni Braxton. Négyből három kiadó elutasította őket, mondván hogy nekik fiú-lánybandák kellenek. A Jive Records azonban egy hét múlva visszahívta őket. Eric Foster White-tal kellett dolgoznia, aki élesítette a lány hangját. Néhány felvétel után elrendelték az egész lemezt.
Spears Svédországba utazott, hogy többek között Max Martin, Denniz Pop és Rami Yacoub producerekkel dolgozhasson. Max Martin megismerése fontos tényezővé vált, mivel kulcsfontosságú szerepet tölt be az énekesnő egész életében. Martin megmutatta Britneynek a Hit Me Baby One More Time (magyarul: Üss meg baby még egyszer) című szerzeményét, melyet eredetileg a TLC amerikai együttes számára írt, de ők nem kérték. Britney viszont megkedvelte a számot, és izgult, mert úgy gondolta, hogy ebből sláger lehet. 1998 júniusára az album elkészült. Az dal és a lemez címe is Hit Me Baby One More Time lett volna, de a Hit Me részt végül eltávolították, félve attól, hogy az emberek erőszakra utaló címre gondolnának. Spears nazális hangzását mutatja be a trackekbe. A dalszövegek a szerelemről és a kapcsolatokról szólnak. Az elkészült munka meghallgatása után a Jive leszerződtette Spearst.
A kritikusok vegyes értékeléseket írtak az albumról, és megjegyezték, hogy nagyban hasonlít Madonna albumaira. Ennek ellenére az albumlistákon sikeres volt: 19 országban top 5-ös, míg Kanadában és az Egyesült Államokban első helyezett lett. Számtalan minősítést ért el világszerte, tizennégyszeres platinalemez lett az Egyesült Államokban, amit a Recording Industry Association of America (RIAA) szervezet adott a nagylemeznek 14 millió eladott példány után. A …Baby One More Time eddig Spears legsikeresebb albuma, illetve minden idők legsikeresebb debütáló női albuma, miután 28 millió példány került eladásra világszerte belőle.
Öt kislemez jelent meg az albumról. A címadó dal világszerte nagy sikernek örvendett, minden idők egyik legsikeresebb kislemezévé vált 10 millió eladott példánnyal. Televíziós fellépésekkel promotálta a lemezt Britney, továbbá az 1999-es …Baby One More Time Tour-on és a 2000-es Crazy 2k Tour-on. Utóbbit megbetegedés miatt nem tudta befejezni. Spears azt mondta, hogy csodás volt felénekelni a dalokat, viszont nem tudta velük ki mutatni zenei tehetségét. A lemeznek köszönhetően Britney popikonná vált világszerte, és sikerült beindítania máig is tartó karrierjét.
Az album szerepel az 1001 lemez, amit hallanod kell, mielőtt meghalsz című könyvben.

## Háttér és felvételek
|                                           | Körülbelül hat hónapja lehettem a stúdióban, miközben hallgattam és rögzítettem az anyagot. De nem hallottam még igazán egy slágert sem. Amikor elkezdtem dolgozni Max Martinnal Svédországban megmutatta a …Baby One More Time-ot nekem és tudtam, hogy az emberek ezt hallani akarják újra és újra. Nagyon boldog voltam. Bementünk a stúdióba és javítottuk a demót, míg el nem készült a hivatalos felvétel. A tíz nap alatt egyszer sem láttam Svédországot. Nagyon elfoglaltak voltunk. |
| – Spears a Billboardnak adott interjúban. | |

1997 júniusában Spears tárgyalásokat folytatott Lou Pearlmannel. A tárgyalások arról szóltak, hogy Spears csatlakozzon-e az Innosense női popegyütteshez. Lynne, Spears anyja megkérdezte a családi barátjukat, Larry Rudolphot, hogy mi a véleménye egy kazettáról, amin Spears Whitney Houston-dalt énekel. Rudolph úgy döntött, hogy elküld néhány zenei kiadónak egy demót, amiben Spears Toni Braxton-dalt énekel. Egy hétig rögzítették egy hangmérnökkel. Spears New Yorkba utazott, és megmutatta a demót négy zenei kiadónak és még aznap visszautazott Kentwoodba. Három elutasította azzal az érvvel, hogy ők popzenekarokat akarnak, mint a Backstreet Boys és a Spice Girls, és hogy nem kell új Madonna. Két héttel később a Jive Records felhívta Rudolphot. Jeff Fenster így nyilatkozott Britneyről: „Nagyon ritka, hogy valaki ilyen fiatalon képes érzelmi tartalmat sugározni, miközben megtartja kereskedelmi vonzerejét.” Ezek után Spearst megbízták, hogy egy hónapig dolgozzon együtt Eric Foster White-tal, aki egyedibbé és élesebbé formálta Spears hangját. Tíz dalt vettek fel, beleértve az Autumn Goodbye-t, az E-Mail My Heart-tot, a From the Bottom of My Broken Heart-tot, az I’m So Curious-t, az I Will Still Love You-t, a Soda Pop-ot és a Thinkin’ About You-t. Ezek mellett Sonny & Cher 1967-es kislemezének, a The Beat Goes On-nak a feldolgozását. White a vokális felvételekért és a produceri munkálatokért volt felelős, míg a további munkálatokat az All Seeing I angol zenei elektronikus csoport végezte el.
Miután meghallgatta az addig felvett anyagot, Clive Calder elrendelte egy egész album elkészítését. Spears 1998-ban Svédországba, azon belül a Cheiron Studiosba repült, hogy felvegye az album másik felét Max Martin, Denniz Pop és Rami Yacoub társaságában. Martin megmutatta neki a Hit Me Baby One More Time-mot, amit eredetileg a TLC együttesnek szánt, de ők elutasították. Spears később elmondta, hogy izgatott volt, mikor meghallotta, és érezte, hogy ebből sláger válhat. A címből a „Hit Me” („Üss meg”) részt eltávolították, félve, hogy erőszakot sugall. Így a címe …Baby One More Time lett. Spears a dal rögzítéséről a következőt nyilatkozta: „Az első nap nem tudtuk felvenni mert túl ideges voltam. Este elmentem egypár órát szórakozni. Másnap már teljesen nyugodt voltam, és egyszerűen fel tudtam énekelni.” 1998. júniusára az album elkészült, és Spears promóciós turnéba kezdett, amelyet a L’Oréal szponzorált. A …Baby One More Time 1999. január 12-én jelent meg Spears debütáló albumaként.

## Kompozíció
- Soda Pop20 másodperces minta a dal refrénjéből. A rágógumi pop tulajdonságait képviseli.
- I Will Be There23 másodperc a dal refrénjéből, amiben Spears a barátságról énekel. A gitár hangzása más dalokban is előfordult.

Nem tudod lejátszani a fájlt?

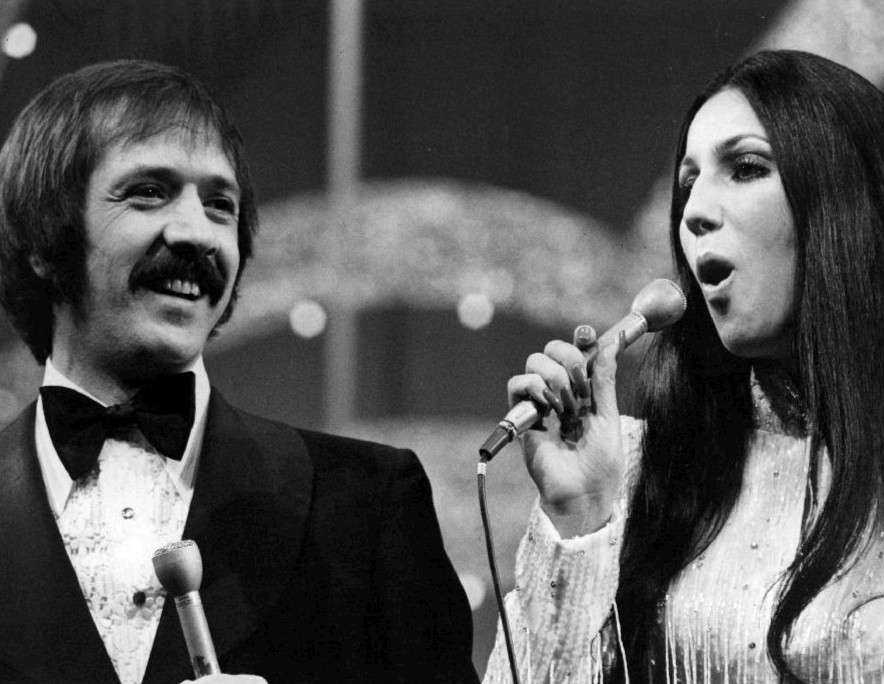
Sonny & Cher The Beat Goes On című dalának átdolgozását vette fel Spears az albumra.

Spears eredetileg Sheryl Crow-féle zenét akart csinálni, de aztán belátta, hogy jobban jár, ha popzenét csinál a fiatalabbaknak, mert akkor meg tudja mutatni a tánctehetségét. A nyitódal a címadó …Baby One More Time lett. Tini pop és dance-pop elemeit képviselő szám jellegzetessége a három hangjegyű motívum zongora basszustartományban. Ilyen téren zeneileg összehasonlították a We Will Rock You és a Start Me Up című dalokkal. A Blender magazin szerint a dal „gitárpofonokat” tartalmaz. Claudia Mitchell Reid és Jacqueline-Walsh megfigyelték a szövegét, és szerintük Spears az ex barátainak akart üzenni. A következő track a (You Drive Me) Crazy. A szám egy dance ritmusú dal, ami éles szintetizált eszközöket-hangszereket tartalmaz. Észrevehetők benne az R&B stílusú részek. A harmadik a Sometimes, ami az első ballada az albumról. Ez már az első sorokból is észrevehető: „You tell me you’re in love with me/That you can’t take your pretty eyes away from me/It’s not that I don’t wanna stay/But every time you come too close I move away” (magyarul: „Azt mondod, hogy szerelmes vagy belém/Nem tudod levenni rólam szép szemeid/Nem mintha nem akarnék maradni/De mikor közelebb jössz, én mindig távolodom”). Stephen Thomas Erlewine az AllMusic-tól nagyon fülbemászónak vélte és megjegyezte, hogy hasonlít az euro-dance stílusú szerzeményekre.
A Sometimes után a Soda Pop című szám következik, ami felhívja a figyelmet a rágógumi pop és a dancehall zenei stílusokra. A refrénjében énekel maga a szám egyik társszerzője, Mikey Bassie. Az ötödik dal a Born to Make You Happy, amiben Spears hangterjedelme áthidal egy oktávot. A dalszövege egy kapcsolatra utal, amit egy lány meg akar javítani és közben rájön, hogy nem tud szerelem nélkül élni: „I don’t know how to live without your love/I was born to make you happy” (magyarul: „Nem tudom, hogy hogyan lehet a szerelmed nélkül élni/Azért születtem, hogy boldoggá tegyelek”). A hatodik, és egyben az albumról az utolsó ismertté vált szám, a From the Bottom of My Broken Heart. Egy lassú tempójú tini pop ballada. A következő az I Will Be There című szerzemény, ami tartalmaz egy olyan gitárszólót, ami Natalie Imbruglia Torn című, 1997-es slágerében is hallható. A refrénben úgynevezett lelkesítő kórus hallható. A következő szám az I Will Still Love You, az egyetlen duett a lemezen. A Don Philipel felénekelt ballada egy örökké tartó szerelemről szól. A 10. a Thinkin About You egy gyors tempójú popdal. A tizenegyedik az E-Mail My Heart, ami egy érzelmes zongoraballada. Spears a refrénjében a következőt énekli: "E-mail me back/ And say our love will stay alive" (magyarul: "E-mail vissza nekem/ És azt mondja, hogy szerelmünk örökké fog élni"). Az utolsó szám egy feldolgozás. Sonny & Cher 1967-es The Beat Goes On című slágerét vette fel az albumra Spears. A felvétel különleges hangzást képvisel. A deluxe kiadáson helyet kapott az Autumn Goodbye, az I’ll Never Stop Loving You és a …Baby One More Time kettő remixváltozata: a Davidson Ospina Radio Mix és a Boy Wunder Radio Mix.

## Kislemezek

### …Baby One More Time
A …Baby One More Time 1998. október 23-án jelent meg az album első kislemezeként. Max Martin írta, produceri munkákat Rami Yacoub svéd munkatársával együtt végezték el. Általánosan kedvezően fogadták a kritikusok, akik leginkább az összetételét dicsérték. Hatalmas világsikert ért el, minden olyan európai országban, ahol megjelent első lett. Az Egyesült Királyságban 460 000 példány kelt el belőle az első héten, ez a szám idővel 1 450 000-re növekedett és ezzel kétszeres platinalemez lett. Ezzel Britney lett a legfiatalabb előadóvá vált, akinek kislemeze túllépte az 1 milliós határt a szigetországban. Az Egyesült Államokban 2 hétig vezette a Billboard Hot 100-at, majd az év végi összesített listán az 5. helyre került. Rengeteg minősítést kapott a világ különböző tájairól, és hamar minden-idők egyik legjobban fogyó kislemeze lett 10 millió eladott példánnyal. Rengeteg díjat zsebelt be a számért Britney.
A dalhoz készült klipet Nigel Dick rendezte Los Angelesben. Spears egy katolikus iskoláslányt játszik aki álmodozik, énekel és táncol, miközben figyeli a szerelmét messziről. A klip sok szülő szemében megbotránkoztató volt, állítva, hogy Britney túl szexisen nézett ki fiatalkora ellenére. 2010-ben megszavazták a popzene harmadik legbefolyásosabb videójának. Az iskoláslány jelmez mára már ikonikussá vált az énekesnő rajongóinak körében.
A számmal Britney popikon lett, és sikerült beindítania karrierjét.

### Sometimes
A Sometimes-t választották ki az album második kislemezének. 1998 márciusában rögzítette Britney. 1999. április 30-án jelent meg. Amerikában csak hanglemezként volt kapható. A kritikusok jól fogadták, mondván, hogy tisztázza az énekesnő személyiségét, amit a debütáló kislemezével hozott létre. Világszerte sikeresnek bizonyult, elérte az első helyezést Belgiumban (Flandriában), Hollandiában, Új-Zélandon és Spanyolországban, és bekerült a legjobb 5-be négy másik slágerlistán. Az Egyesült Királyságban 3. helyig jutott, majd az év végi összesített listán a 34. helyre rakták. Mára 440 000 darabot adtak el belőle, ezzel Britney 3. legkeresettebb kislemeze lett a szigetországban. Az Egyesült Államokban nem került be a top 10-be, a 21. pozícióig jutott a szám a Billboard Hot 100-on.
A hozzátartozó klipet Nigel Dick rendezte. 1999. február 11-én egy próba során Spears bal térde megsérült és meg kellett műteni. 1999-ben, miután felépült, április 9-10-ig leforgatták a videót Malibuban. A klip 1999. május 6-án jelent meg az MTV Total Request Live műsorában. A média pozitívan fogadta, többen is megjegyezték, hogy tisztább képet teremt az embereknek az személyiségéről. 2012-ben kiszivárgott egy kulisszák mögötti videó.

### (You Drive Me) Crazy
1999 májusában Spears és Max Martin New Yorkba utazott, hogy újra felvegyék a (You Drive Me) Crazy-t, mivel egy remixverziója, a A Stop! Remix helyet kapott a Drive Me Crazy című film filmzenéjében. A A Stop! Remix 1999. augusztus 23-án jelent meg az album harmadik kislemezeként. Az, hogy a remix lett a kislemez, improvizált ötlet volt. Akkor döntődött el, amikor felkérték Britneyt és a producereket, hogy készítsék el a film főcímdalát. Az eredeti verzió a …Baby One More Time-ra került fel, míg a A Stop! Remix Britney válogatásalbumain kapott helyet. Többször is összehasonlították Britney későbbi, electro-pop stílusú számaival. Követni tudta az előző kislemezek sikerét, 17 országban lett top 10-es, míg Belgium (Vallónia) listáját vezetni tudta. A brit kislemezlistán 5. lett, ezzel az énekesnő harmadik száma lett, ami bejutott a top 5-be. 275 000 fizikai példányt adtak el belőle, ezzel Spears 7. legsikeresebb kislemeze lett a szigetországban. Az Egyesült Államokban második olyan Britney dal, ami bekerült a Billboard Hot 100-on a legjobb 10-be.
A hozzátartozó videóklip rendezője Nigel Dick volt. Elmondta, hogy lenyűgözte Spears munkaerkölcse. A film népszerűsítése érdekében meghívták a videóba a 2 főszereplőt, Melissa Joan Hartot és Adrian Grenieret. Grenier eleinte nem akarta vállalni a szerepet, csak győzködések árán ment bele a szereplésbe. A klipet jelölték a 2000-es MTV Video Music Awards-on a Legjobb dance felvétel kategóriában, de nem nyert.

### Born to Make You Happy
A Born to Make You Happy csak Európában jelent meg 1999. december 6-án. Eredetileg egy szexuális szám volt, de Spears megkérte a szerzőit, hogy írják át. 1998-ban rögzítették eredetileg, de az albumon szereplő verziót 1999 novemberében vették fel. Az eredeti változat a kislemez remixeként funkcionált. Vegyes kritikákat kapott a kritikusoktól, akik klasszikus slágernek nevezték, viszont jelentéktelennek vélték. Nagy kereskedelmi sikert ért el Európában, 11 országban top 5-ös lett. Az Egyesült Királyságban a második száma lett, ami brit kislemezlista első helyén debütált. Mára 325 000 példány kelt el belőle, ezzel Britney 6. legsikeresebb kislemeze a szigetországban. A hozzátartozó klip rendezését Bille Woodruffra bízták, a videóban látható koreográfiát pedig Wade Robson tervezte.

### From the Bottom of My Broken Heart
A From the Bottom of My Broken Heart 1999. december 15-én jelent meg a lemez ötödik (Ausztráliában és az Egyesült Államokban negyedik), és egyben utolsó kislemezeként. Vegyes kritikákat kapott a kritikusoktól, akik klasszikus slágernek vélték, azonban megállapították, hogy nem utal a szövege semmi másra, csak a csókra. Mérsékelt sikereket tudhat a magáénak, 37. lett Ausztráliában, 23. Új-Zélandon.
Európában nem jelent meg, de importon keresztül sikerült a 174. helyig jutnia a Brit kislemezlistán. Az Egyesült Államokban a 14. helyet szerezte meg a Billboard Hot 100 listán, és a 17. helyet a Pop Songs listán. Később a Recording Industry Association of America (RIAA) szervezet platina minősítést adott a dalnak, miután 1 000 000 fizikai példányban adták el az Államokban. A második kislemeze lett, ami megkapta ezt a minősítést.
A klipjét Gregory Dark rendezte. Nyilatkozata szerint olyan videót akart csinálni, ami eltér Spears eddigi videóitól. 1999. december 17-én jelent meg. Súlyosan kritizálták többen is azt, hogy Dark rendezte a videót, mivel régebben rendezett már szexuális tartalmú filmet.

### Helyezések és minősítések
| Év                                                          | Kislemez                           | Slágerlistás helyezések | Slágerlistás helyezések | Slágerlistás helyezések | Slágerlistás helyezések | Slágerlistás helyezések | Slágerlistás helyezések | Slágerlistás helyezések | Slágerlistás helyezések | Slágerlistás helyezések | Slágerlistás helyezések | Slágerlistás helyezések | Minősítések |
| Év                                                          | Kislemez                           | US                      | AUS                     | AUT                     | CAN                     | FRA                     | GER                     | IRE                     | NZ                      | SWI                     | SWE                     | UK                      | Minősítések |
| ----------------------------------------------------------- | ---------------------------------- | ----------------------- | ----------------------- | ----------------------- | ----------------------- | ----------------------- | ----------------------- | ----------------------- | ----------------------- | ----------------------- | ----------------------- | ----------------------- | --- |
| 1998                                                        | …Baby One More Time                | 1                       | 1                       | 1                       | 1                       | 1                       | 1                       | 1                       | 1                       | 1                       | 1                       | 1                       | - US: Platina - AUS: 3×-os platina - AUT: Platina - FRA: Platina - GER: 3×-os arany - NED: Platina - NZ: Platina - NOR: 2×-es platina - SWI: Platina - SWE: Platina - UK: 2×-es platina |
| 1999                                                        | Sometimes                          | 21                      | 2                       | 6                       | 7                       | 13                      | 6                       | 5                       | 1                       | 7                       | 4                       | 3                       | - AUS: Platina - FRA: Ezüst - NED: Arany - NZ: Arany - SWE: Arany - UK: Arany |
| 1999                                                        | (You Drive Me) Crazy               | 10                      | 12                      | 10                      | 3                       | 2                       | 4                       | 3                       | 5                       | 4                       | 2                       | 5                       | - AUS: Platina - FRA: Arany - GER: Arany - NZ: Arany - SWE: Platina - UK: Ezüst |
| 1999                                                        | Born to Make You Happy             | —                       | —                       | 8                       | —                       | 9                       | 3                       | 1                       | —                       | 3                       | 2                       | 1                       | - FRA: Ezüst - GER: Arany - SWE: Platina - UK: Ezüst |
| 1999                                                        | From the Bottom of My Broken Heart | 14                      | 37                      | —                       | 25                      | —                       | —                       | —                       | 23                      | —                       | —                       | 174                     | - US: Platina |
| "—" nem szerepelt listán, vagy nem jelent meg az országban. |                                    |                         |                         |                         |                         |                         |                         |                         |                         |                         |                         |                         | |

### „A dal, amiből sohasem lett kislemez”
2010-ben indítottak egy szavazást „A dal, amiből sohasem lett kislemez” címmel. Az albumról meg nem jelent dalok közül lehetett választani. Kiderült belőle, hogy a rajongók az I Will Be There című dalt akarták leginkább kislemeznek az albumról.

## Promóció
1998-ban Spears indított egy kisebb turnét, aminek az állomásai különböző bevásárlóközpontok és éttermek voltak az Egyesült Államokban. Egy koncert 30 perces volt és két női táncos segítette Spears előadását. A turnét a L’Oréal szponzorálta. Ezen kívül több beszélgetős show vendége volt és többször kapott meghívásokat élőadásokba. 1998 decemberében először jelent meg az MTV-n, ezt több csatorna is sugározta. 1 héttel az album kiadása előtt a Ricki Lake Show-ban és a Howie Mandel Show-ban megjelent, és ő volt a műsorvezetője az 1999-es American Music Awards díjkiosztónak. Úgy volt, hogy az MTV Nickelodeon műsorának 100. epizódjában is megjelenik, de ez elmaradt Britney térdsérülése miatt. Ezek mellett megjelent a Tonight Show With Jay Leno-ban és a Live With Regis And Kathie Lee-ben.
A …Baby One More Time Tour megkezdődése előtt Spears különböző tévéműsorokban szerepelt, többek közt másodszor is szerepelt a The Tonight Show Jay Leno-ban, a 12. alkalommal megrendezett Nickelodeon Kids’ Choice Awards-on május elsején, , a Live With Regis & Kathie Lee-ben május 3-án, az MTV Fanatic műsorában május 12-én és a The Rosie O’Donnell Show-ban május 25-én. Emellett a Wetten, dass..? nevű német beszélgetős show és a Top of the Pops műsor vendége volt 1999. június 25-én. Az Egyesült Királyságban a This Morning-ban, a CD:UK & National Lottery-ban lépett fel. Olaszországban egy fesztiválon is fellépett. Emellett kapott egy szerepet az American Broadcasting Company sorozatában, a Sabrina, a tiniboszorkányban, ahol saját magát játszotta. Ez az epizód szeptember 24-én került bemutatásra. Fellépett még a 2000-ben tartott American Music Awards-on. Ugyanabban az évben a 42. Grammy Awards-on a …Baby One More Time és a From the Bottom of My Broken Heart előadásával népszerűsítette az albumot. 1999. végén, bár elfoglalt volt, de megjelent a The Rosie O’Donnell Show és a Total Request Live műsorokban. Egy mini Disney-koncerten Joey McIntyre társaságában lépett fel.

### …Baby One More Time Tour/Crazy 2K Tour

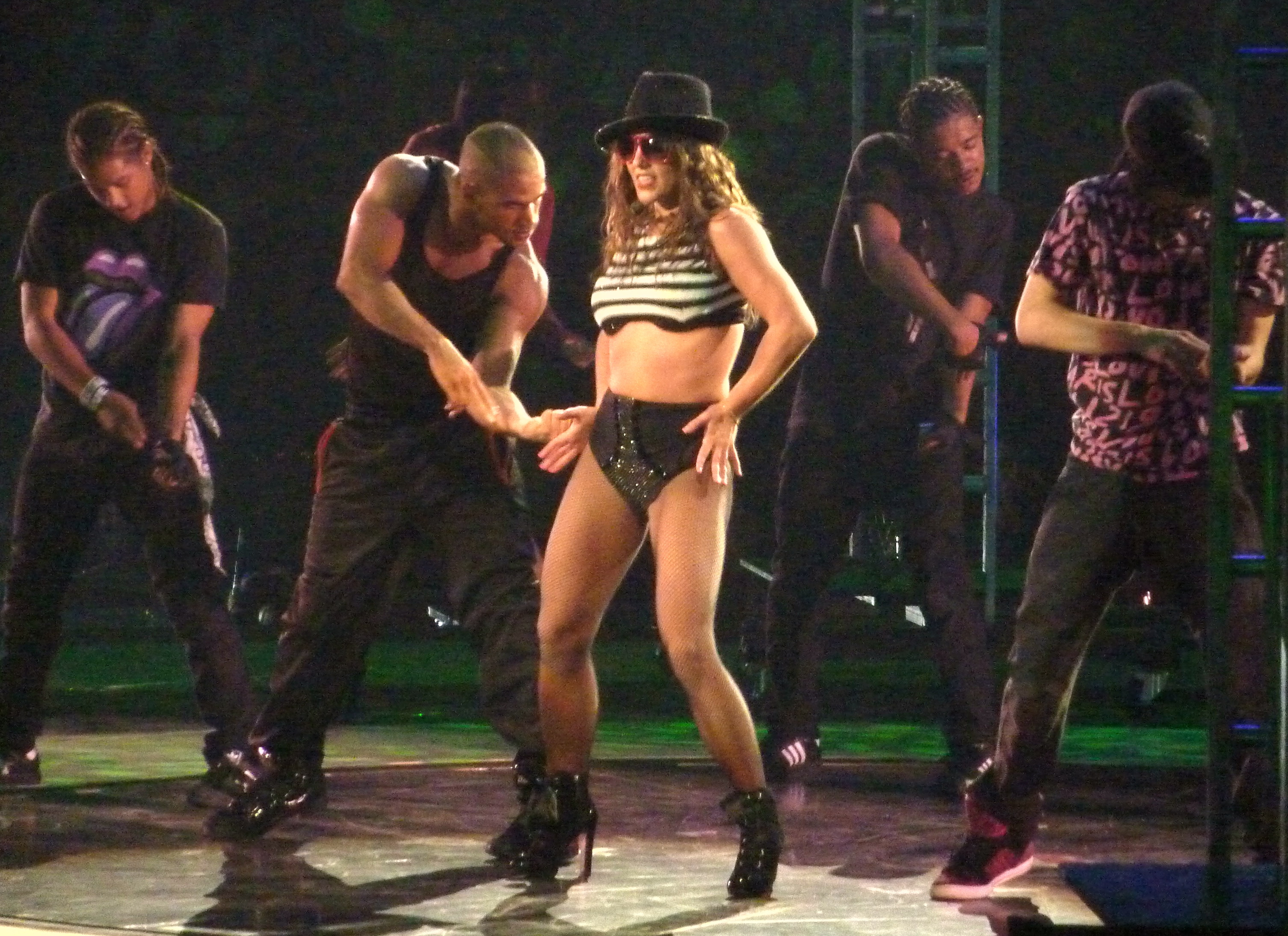
Britney a …Baby One More Time előadása közben a 2009-es The Circus Starring Britney Spears nem koncertkörúton.

1999. március 5-én Spears bejelentette, hogy első hivatalos turnéjára készül. Hozzátette, hogy valamikor júniusban fog megkezdődni. Május 12-én kiderült, hogy Tommy Hilfiger lesz a turné fő szponzora. A közlemény ideje alatt Spears az AllStars vállalat kampányában vett részt. December 17-én, a From the Bottom of My Broken Heart premierje után Spears bejelentette, hogy 2000 márciusában másik turnét fog indítani, amiben a …Baby One More Time Tour szegmensei lesznek egy picit megváltoztatva. A turné címe Crazy 2K Tour lett, és tulajdonképpen bevezetője a még abban az évben kezdődő világ körüli turnéjának, az Oops!… I Did It Again World Tour-nak. A Crazy 2K Tour fő támogatója a Got Milk? volt. Peter Gardiner médiaigazgató a támogatást a következővel magyarázta: „Britney varázslatos a tinilányokkal, és ez nekünk elég a reklámozáshoz.” Spears csinált egy reklámkampányt a turné népszerűsítése érdekében. A turné másodlagos támogatója a Polaroid Corporation vállalat volt, akiknek az árui voltak a Crazy 2K Tour hivatalos fényképezőgépei. A koncertek különböző részekre volt osztva, ezek között mindenféle közjátékok voltak, és ráadással ért véget. A műsor dallistáján az album dalai és néhány feldolgozás szerepelt. 2000-ben kissé megváltozott a lista, és tartalmazott dalokat az abban az évben megjelenő Oops!… I Did It Again-ről. A turné pozitív kritikákat kapott a kritikusoktól. A körút alatt Speart megvádolták, hogy playbackről énekel, de ő ezt tagadta. 2000. április 20-án egy hawaii koncertet felvettek. A Crazy 2K Tour műsorát vették fel, ami az eredeti turné lezajlásától kisebb nagyobb részben különbözik. 2000. június 5-én mutatták be a Fox Broadcasting Company közvetítésével. A 2000-es év folyamán többször is lejátszották külön a koncertet. A Jive Records 2000. november 21-én kiadta a Live and More! DVD-t, amin szerepelt a koncert. Háromszoros platinalemezzé nyilvánította a RIAA, ezt DVD esetében 300 000 példány után adják az Egyesült Államokban.

## Kritikai fogadtatás
| Kritikák               | Kritikák  |
| Forrás                 | Értékelés |
| ---------------------- | --------- |
| AllMusic               | [ 1 ]     |
| Amazon.com             | (vegyes)  |
| Billboard              | (kedvező) |
| Robert Christgau       | [ 111 ]   |
| Entertainment Weekly   | (B-)      |
| MTV                    | (vegyes)  |
| NME                    | (1/10)    |
| Rolling Stone          | [ 114 ]   |
| Sputnikmusic           | (2/5)     |
| The Hamilton Spectator | [ 115 ]   |
| Toronto Sun            | [ 27 ]    |

A …Baby One More Time vegyes kritikákat kapott a zenekritikusoktól. Stephen Thomas Erlewine az Allmusic-tól ötből négy csillagot adott az albumnak, és megjegyezte: „Mire Spears beindította a karrierjét "minden régi dolog új lett megint".” Ezek mellett összehasonlította a Hangin’ Tough és a New Kids on the Block albumokkal. Erlewine továbbá dicsérte a kislemezek minőségét és gratulált Max Martinnak, hozzátette, hogy őnélküle sokkal kevesebb sikert ért volna el Spears. Az Entertainment Weekly munkatársa, Beth Johnson szerint Britneynek olyan a hangzása, mint a Backstreet Boys képzeletbeli húgának. Hozzátette, hogy ez nem is meglepő, mivel Max Martin szerzett már dalt a Backstreet Boysnak is. Robert Christgau szerint Spears a …Baby One More Time-ban és a Soda Pop-ban olyan, mint egy új Madonna. The Hamilton Spectator vegyes kritikát írt az albumról. Az Amazon.com-tól Rickey Wright vegyesen értékelte és megjegyezte, hogy néhány dal kellemesen fülbemászóra sikeredett. Hozzátette azonban, hogy az album inkább csak a …Baby One More Time-ra összpontosít. Billboard kedvező kritikát írt az albumról.
A Toronto Sun újságírója, Jane Stevenson szerint az album miatt Spears lett az új „tinikirálynő”, de azt mondta, hogy: „11 dal az albumról "kásává tudja változtatni az agyat".” Azonban megjegyezte, hogy megközelíti Michael Jackson, Mariah Carey és Whitney Houston albumainak minőségét. Ezeken kívül dicsérte a lemez dalai közül a Sometimes-t, a Soda Pop-ot, az I Will Be There-t és a The Beat Goes On feldolgozását. Kyle Anderson az MTV-től a következőt mondta: „Meglepődtem több szempontból is, amikor elsőnek végighallgattam a …Baby One More Time-ot. Az album dalai erősek. Eddig rejtély volt számomra, hogy miért lett Spears ekkora világsztár, de a lemez végighallgatása után rájöttem.” Barry Walters a Rolling Stone újságírója kettő csillagot adott az ötből az albumnak, és összehasonlította a lemez hangzását Debbie Gibbson, Mariah Carey és Samantha Fox korábbi slágereivel. Az NME a tízből egy pontot adott az albumnak és súlyosan kritizálta Spearst. Amanda Murray a Spunitmusic-tól csak a címadó dalt dicsérte az albumról.

### Díjak és jelölések
Az album és kislemezei rengeteg díjat és jelölést hoztak az énekesnőnek. Az 1999 közepén lezajló 1. Teen Choice Awards-on jelölték A legjobb női előadó, Fiatal híresség és Az év kislemeze (…Baby One More Time) kategóriákban, az utóbbit díjra is váltotta. A …Baby One More Time szerzett 4 jelölélték a MTV Video Music Awards-on A legjobb női videó, A legjobb popvideó, A legjobb koreográfia kategóriákban, illetve a közönségdíjra. Semelyik kategóriában nem nyert. Egy évvel később, ugyanezen a díjátadón jelölték a (You Drive Me) Crazy-t A legjobb dance videó kategóriában, de Jennifer Lopez Waiting for Tonight című kislemezének klipje nyert. Az 1999. november 11-én megtartott MTV Europe Music Awards-on a Backstreet Boys-szal együtt 4 díj megnyeréséért jelent meg: A legjobb női előadó, Az év új előadója, Az év popénekese és A legjobb dal (…Baby One More Time) kategóriákban. Ezeket mind megnyerte, ezzel az átadó főpontja lett. Hasonlóan történt a Billboard Music Awards-on, ahova a legtöbb kategóriában (7 kategória) jelölt előadóként érkezett. Ezekből az év legjobb új előadójáért, a legjobb popelőadóért, az év legjobb női előadójáért és a legjobb Hot 100-as előadójáért járó díjakat vitte haza. A 2000. január 17-én sugárzott American Music Awards-on szintén a legtöbb jelölést kapó zenész volt (A kedvenc új Pop/Rock előadó, A kedvenc női Pop/Rock előadó, A kedvenc Pop/Rock album), Shania Twain és Whitney Houston mellett. A kedvenc új Pop/Rock előadó kategóriában nyert is. A 2000-es Nickelodeon Kids' Choice Awards-on megnyerte A legjobb női előadónak járó díjat. Emellett begyűjtött egy jelölést is: A (You Drive Me) Crazy-t találták olyan jónak ahhoz, hogy jelöljék A legjobb dal kategóriában. Kanadában is sikere volt díjakat nézve. A MuchMusic Video Awards-on jelölték a közönségdíjra és a Legjobb nemzetközi videó (…Baby One More Time) kategóriában. Az utóbbiban sikert aratott. Ezek mellett a Legtöbbet eladott album kategóriában kapott jelölést a Juno Awards-on. Az Egyesült Királyságban, azon belül a Brit Awards-on A legjobb nemzetközi új előadó és A legjobb nemzetközi női előadó kategóriákban, de nem aratott győzelmet.
2000-ben Britneyt a 42. Grammy díjátadón jelölték a A legjobb női popénekes teljesítményért, amit a debütáló kislemezének köszönhetett és a A legjobb új előadó kategóriában. Az utóbbit "pop riválisa", Christina Aguilera nyerte.
| Év   | Díjátadó                        | A jelölés tárgya     | Kategória                              | Eredmény |
| ---- | ------------------------------- | -------------------- | -------------------------------------- | -------- |
| 1999 | Teen Choice Awards              | Britney Spears       | A legjobb női előadó                   | Jelölve  |
| 1999 | Teen Choice Awards              | Britney Spears       | Fiatal híresség                        | Jelölve  |
| 1999 | Teen Choice Awards              | …Baby One More Time  | Az év kislemeze                        | Elnyerte |
| 1999 | MTV Video Music Awards          | …Baby One More Time  | A legjobb női videó                    | Jelölve  |
| 1999 | MTV Video Music Awards          | …Baby One More Time  | A legjobb popvideó                     | Jelölve  |
| 1999 | MTV Video Music Awards          | …Baby One More Time  | A legjobb koreográfia                  | Jelölve  |
| 1999 | MTV Video Music Awards          | …Baby One More Time  | Közönségdíj                            | Jelölve  |
| 1999 | MTV Europe Music Awards         | …Baby One More Time  | A legjobb dal                          | Elnyerte |
| 1999 | MTV Europe Music Awards         | Britney Spears       | A legjobb női előadó                   | Elnyerte |
| 1999 | MTV Europe Music Awards         | Britney Spears       | Az év új előadója                      | Elnyerte |
| 1999 | MTV Europe Music Awards         | Britney Spears       | Az év popénekese                       | Elnyerte |
| 1999 | Billboard Music Awards          | Britney Spears       | Az év legjobb új előadója              | Elnyerte |
| 1999 | Billboard Music Awards          | Britney Spears       | A legjobb popelőadó                    | Elnyerte |
| 1999 | Billboard Music Awards          | Britney Spears       | Az év legjobb női előadója             | Elnyerte |
| 1999 | Billboard Music Awards          | Britney Spears       | A legjobb Hot 100-as előadó            | Elnyerte |
| 1999 | Billboard Music Awards          | Britney Spears       | A legjobb 200-as előadó                | Jelölve  |
| 1999 | Billboard Music Awards          | …Baby One More Time  | Az év albuma                           | Jelölve  |
| 1999 | American Music Awards           | Britney Spears       | A kedvenc új Pop/Rock előadó           | Elnyerte |
| 1999 | American Music Awards           | Britney Spears       | A kedvenc női Pop/Rock előadó          | Jelölve  |
| 1999 | American Music Awards           | …Baby One More Time  | A kedvenc Pop/Rock album               | Jelölve  |
| 1999 | MuchMusic Video Awards          | …Baby One More Time  | A legjobb nemzetközi videó             | Elnyerte |
| 1999 | MuchMusic Video Awards          | …Baby One More Time  | Közönségdíj                            | Jelölve  |
| 1999 | Juno Awards                     | …Baby One More Time  | A legtöbbet eladott album              | Jelölve  |
| 2000 | MTV Video Music Awards          | (You Drive Me) Crazy | A legjobb dance videó                  | Jelölve  |
| 2000 | Nickelodeon Kids' Choice Awards | (You Drive Me) Crazy | A legjobb dal                          | Jelölve  |
| 2000 | Nickelodeon Kids' Choice Awards | Britney Spears       | A legjobb női előadó                   | Elnyerte |
| 2000 | Brit Awards                     | Britney Spears       | A legjobb nemzetközi új előadó         | Jelölve  |
| 2000 | Brit Awards                     | Britney Spears       | A legjobb nemzetközi női előadó        | Jelölve  |
| 2000 | Grammy Awards                   | Britney Spears       | A legjobb új előadó                    | Jelölve  |
| 2000 | Grammy Awards                   | Britney Spears       | A legjobb női popénekesnő teljesítmény | Jelölve  |

## Kereskedelmi fogadtatás

### Amerika

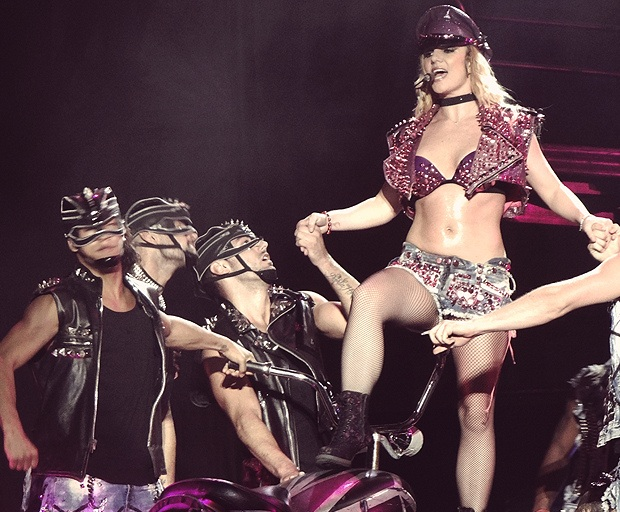
Spears és táncosai a …Baby One More Time előadása közben a Femme Fatale Tour egyik állomásán 2011-ben.

Az Egyesült Államokban a …Baby One More Time a megjelenése hetén 120 500 példánnyal első helyen debütált a Billboard 200-on, és ezzel DMX amerikai rapper Flesh of My Flesh, Blood of My Blood című albumát váltotta le. A következő héten Silkk a Shocker néven ismert rapper Made Man című lemeze taszította le az 1. helyről, visszacsúszott a 3. helyre. 2 hét múlva viszont újra elfoglalta a csúcspozíciót, amit 3 hétig folyamatosan tartott. Négy héttel a megjelenését követően a Nielsen SoundScan adatai szerint már 500 000 példányban kelt el. Az aztkövető héten kiesett a top 5-ből, majd visszakerült az első helyre (a TLC FanMail című albumát váltva), miközben már 804 200 példány talált gazdára az Államokban belőle. Nas rapper albuma kényszerítette a 2. helyre. A lemez többé már nem került a Billboard 200 tetejére, de erősen tartotta a top 5-ös helyezéseit. Összesen 6 hétig tudta vezetni az amerikai listát. Két hónappal a megjelenés után már 1,8 millió példányban kelt el, az albumlistán való szereplés 47. hetén, amikor a 3. helyen állt, már 10 millió példányt adtak el belőle az USA-ban. Ezzel gyémánt minősítést könyvelt el a Recording Industry Association of America szervezetnél. Britney a legfiatalabb előadó, aki ilyen kitüntetésben részesült. Addig Alanis Morissette tartotta, mivel 21 éves volt, mikor Jagged Little Pill albuma elérte a gyémánt minősítést. A Billboard 2012-es összefoglaló listáján – ami az USA legkelendőbb lemezeit összegezte – a 14. helyet foglalta el. Spears 1999-ben a legjobban értékesített női előadó lett az albummal. A Billboard Hot 200-on összesen 51 hétig maradt a top 10-ben, és 103 hétig maradt a listán. Az 1999 2. legkelendőbb albuma lett Amerikában, míg az évtizedeslistán a 23. Mivel a 2000-es években további 4 millió példányt adtak el belőle, emiatt sikerült a 21. század első évtizedeslistáján is megjelennie, a 81. helyen. A magas eladások eredménye az lett, hogy Britney az Egyesült Államok legsikeresebb tini előadója lett a lemezzel. Addig LeAnn Rimest illették ezzel a jelzővel. A BMG Music Club összeállításában a 3. helyet kapta másfél milliós eladással. Az album az első helyen nyitott Kanadában, és kilenc, nem egymást követő hétig volt az első helyen. 1999. december 12-én a Canadian Recording Industry Association (CRIA) szervezet gyémánt minősítést könyvelt el az albumnak, amit ott egymilliós eladással lehet elérni.
Nemcsak Észak-Amerikában volt sikere. Sorra gyűjtötte a minősítéseket Közép-és Dél-Amerika különböző országaiban feltehetően a címadó szám rendkívüli sikereinek köszönhetően. Ilyenek közé tartozik például Argentína, Brazília és Mexikó.

### Európa és Óceánia
2 hétig volt vezető pozícióban az Európai Top 100 albumlistán. Mára már több, mint négymillió példányban kelt el, ezzel négyszeres platinalemez lett a kontinensen. Az énekesnő legsikeresebb albuma a kontinensen. Az Egyesült Királyságban a 2. helyre került, és a Brit Hanglemezgyártók Szövetsége négyszeres platina minősítést adott neki, amit a szigetországban 1 200 000 eladott darab után lehet megszerezni. Franciaországban a negyedik pozícióig jutott, és 3×-os platinalemez lett 300 000 eladott példány után. Ezek mellett háromszoros arany lett Németországban, Lengyelországban tízszeres platina, vagyis gyémántlemez lett. Magyarországon a MAHASZ listán 1999. április 12-én a 7. helyen debütált, majd a következő héten elérte a 4. pozíciót, ami a legjobb helyezése maradt az albumnak.
1999-ben az album 9. helyen debütált Ausztráliában, majd a Sometimes című kislemezének akkori sikerei miatt, kilenc héttel később a 2. helyig jutott. Az 1. helyet a Dawson's Creek filmzenéje foglalta el. 1999-ben Ausztrália hetedik legtöbbet eladott albuma lett. Ausztráliában négyszeres platinalemez lett az Australian Recording Industry Association megállapítása alapján, melyet 280 000 eladott példány után ítélnek oda. A 3. helyen debütált Új-Zéland albumlistáján, és ez is maradt a legjobb helyezése, mivel az első és második helyet Shania Twain Come on Over és The Corrs albumai foglalták el. Új-Zélandon háromszoros platinalemez jutott az albumnak a Recording Industry Association of New Zealand (RIANZ) szervezet megítélése alapján, mely ott 45 000 eladott darab után jár.
A …Baby One More Time 23 hétig átlagosan 320 000 példányban kelt el, decemberben az ünnepi szezonban pedig 900 000 példányban. 1999. legsikeresebb női, illetve másodig legsikeresebb albuma lett 17 millió eladott példánnyal. Ezt az eladást csak a Backstreet Boys Millennium albuma tudta felülmúlni.

## Hatása

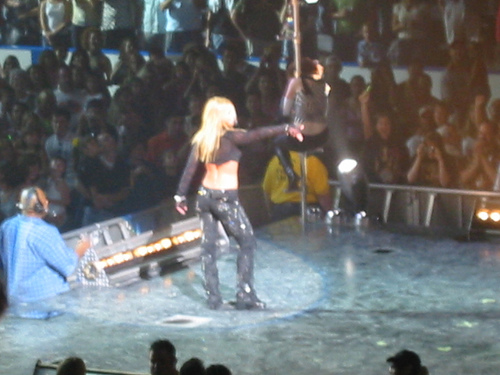
Spears előadja táncosaival a (You Drive Me) Crazyt a Dream Within a Dream Tour-on 2001-ben

Spears az albummal közreműködött a tini pop újjászületésében. A The Daily Yomiuri így nyilatkozott az énekesnőről: „Biztos, hogy sok éven át a kritikusok a tini pop legtehetségesebb bálványának fogják tartani, és nagy az esélye, hogy olyan karriert fut be, mint Madonna vagy Janet Jackson.” A Rolling Stone írói szerint Britney folytatja a karrierjét, mint rock and roll királynő. Rami Yacoub, aki egyik fő producere volt Max Martinnal az albumnak, furcsán beszélt Spearsről: „Tudom, hogy Denniz és Max sok sláger produceri munkáiban részt vettek. Mi afféle nazális hangzást akarunk csinálni-létrehozni. Régebben, amikor a Backstreet Boys-nak és az N 'Sync-nak írtunk, mixeltünk dalokat, nehéz volt velük elérni ezt a nazális hangzást. Viszont Britneyvel és a szexi hangjával ez könnyű volt.” Chuck Taylor, a Billboard riportere megjegyezte: „Spears tökéletes előadóvá érett. Nagyon jól mozog, és egyedi hangzást képvisel, amit leginkább a (You Drive Me) Crazy című dance számban lehet észrevenni.” Az Allmusic-tól Stephen Thomas Erlewine máig úgy tartja, hogy Britney a rap, a dance pop és a sima balladák zenéjét képviseli. Amanda Murray szerint a …Baby One More Time Spearst egy nőként, egy hírességként és egy előadóként mutatja be.
Britney az albummal nemzetközi popikon lett, és sikerült beindítania a karrierjét. A Rolling Stone magazinban elismerően írtak róla: „Egyértelműen az egyik legellentmondásosabb, legsikeresebb énekesnő a 21. században.” Spears az albummal szerepel a Guinness Rekordok Könyvében, A legkelendőbb album, amit egy tizenéves adott ki címmel. Melissa Ruggieri a Richmond Times-Dispatch-től kijelentette: „Spears a legkeresettebb tinédzser művész, mivel mielőtt 2001-ben elmúlt 20 éves, már 37 millió albumot adott el.” Barbara Ellen, a The Observer írója pozitívan beszélt az énekesnőről. A …Baby One More Time Britney eddigi legsikeresebb albuma, miután több, 28 millió példány talált belőle gazdára világszerte. Emellett hivatalosan is a legkelendőbb album lett világszerte, amit egy 20 éven aluli zenész adott ki.

## Számlista
| 1.                  | …Baby One More Time                              | Max Martin                                                | Max Martin, Rami Yacoub, Denniz Pop      | 3:30 |
| 2.                  | (You Drive Me) Crazy                             | Jörgen Elofsson, Per Magnusson, David Kreuger, Max Martin | Per Magnusson, David Kreuger, Max Martin | 3:18 |
| 3.                  | Sometimes                                        | Jörgen Elofsson                                           | Per Magnusson, David Kreuger             | 4:04 |
| 4.                  | Soda Pop                                         | Mikey Bassie, Eric Foster White                           | Eric Foster White                        | 3:20 |
| 5.                  | Born to Make You Happy                           | Kristian Lundin, Andreas Carlsson                         | Kristian Lundin                          | 4:03 |
| 6.                  | From the Bottom of My Broken Heart               | Eric Foster White                                         | Eric Foster White                        | 5:11 |
| 7.                  | I Will Be There                                  | Max Martin, Andreas Carlsson                              | Max Martin, Rami                         | 3:53 |
| 8.                  | I Will Still Love You (közreműködik Don Phillip) | Eric Foster White                                         | Eric Foster White                        | 4:02 |
| 9.                  | Deep in My Heart (nemzetközi bónuszszám)         | Per Magnusson, David Kreuger, Andreas Carlsson            | Per Magnusson, David Kreuger             | 3:35 |
| 10.                 | Thinkin’ About You                               | Mikey Bassie, Eric Foster White                           | Eric Foster White                        | 3:34 |
| 11.                 | E-Mail My Heart                                  | Eric Foster White                                         | Eric Foster White                        | 3:42 |
| 12.                 | The Beat Goes On (feldolgozás)                   | Sonny Bono                                                | Eric Foster White                        | 3:43 |
| Teljes hossz: 42:20 |                                                  |                                                           |                                          |      |

| Deluxe kiadás       | Deluxe kiadás                                                                           | Deluxe kiadás              | Deluxe kiadás                | Deluxe kiadás | Deluxe kiadás | Deluxe kiadás | Deluxe kiadás | Deluxe kiadás | Deluxe kiadás |
|                     | Cím                                                                                     | Szerző(k)                  | Producer(ek)                 | Hossz         |               |               |               |               |               |
| ------------------- | --------------------------------------------------------------------------------------- | -------------------------- | ---------------------------- | ------------- | ------------- | ------------- | ------------- | ------------- | ------------- |
| 13.                 | I’ll Never Stop Loving You (A (You Drive Me) Crazy [The Stop! Remix] kislemez B oldala) | Jason Blume, Steve Diamond | Per Magnusson, David Kreuger | 3:41          |               |               |               |               |               |
| 14.                 | Autumn Goodbye (A …Baby One More Time kislemez B oldala)                                | Eric Foster White          | Eric Foster White            | 3:42          |               |               |               |               |               |
| 15.                 | …Baby One More Time (Davidson Ospina Radio Mix)                                         | Max Martin                 | Max Martin, Rami Yacoub      | 3:24          |               |               |               |               |               |
| 16.                 | …Baby One More Time (Boy Wunder Radio Mix)                                              | Max Martin                 | Max Martin, Rami Yacoub      | 3:29          |               |               |               |               |               |
| Teljes hossz: 60:13 |                                                                                         |                            |                              |               |               |               |               |               |               |

Megjegyzés:
- A CD amerikai változata tartalmaz a The Beat Goes On átdolgozása után egy üzenetet, amiben Britney megköszöni, hogy megvásároltad a CD-t, és bejelenti, hogy hamarosan megjelenik a Backstreet Boys Millennium című albuma. Az üzenet végén újra megköszöni, hogy megvetted a lemezt, majd elköszön.[7][23]

## Albumlistás helyezések és eladási adatok
| Albumlista (1999)             | Legjobb helyezés |
| ----------------------------- | ---------------- |
| Ausztrál albumlista           | 2                |
| Belga albumlista (Flandria)   | 2                |
| Belga albumlista (Vallónia)   | 2                |
| Brit albumlista               | 2                |
| Európai Hot 100 albumlista    | 1                |
| Finn albumlista               | 11               |
| Francia albumlista            | 4                |
| Holland albumlista            | 3                |
| Ír albumlista                 | 6                |
| Japán albumlista              | 9                |
| Kanadai albumlista            | 1                |
| Magyar albumlista             | 4                |
| Német albumlista              | 1                |
| Norvég albumlista             | 5                |
| Osztrák albumlista            | 2                |
| Svájci albumlista             | 1                |
| Svéd albumlista               | 10               |
| Új-zélandi albumlista         | 3                |
| USA Billboard 200 albumlista  | 1                |
| USA Top Internet Albums lista | 6                |
| Albumlista (2001)             | Legjobb helyezés |
| USA Top Catalog Albums        | 9                |

| Ország/Régió       | Minősítés                  | Eladás      |
| ------------------ | -------------------------- | ----------- |
| Argentína          | Platinalemez               | 60 000+     |
| Ausztrália         | 4×-es platinalemez         | 280 000+    |
| Ausztria           | 2×-es platinalemez         | 50 000+     |
| Belgium            | 3×-os platinalemez         | 150 000+    |
| Brazília           | Aranylemez                 | 100 000+    |
| Chile              | 2×-es platinalemez         | 55 000      |
| Egyesült Államok   | Gyémántlemez               | 14 000 000+ |
| Egyesült Királyság | 4×-es platinalemez         | 1 200 000+  |
| Finnország         | Aranylemez                 | 37 865+     |
| Franciaország      | 3×-os platinalemez         | 300 000+    |
| Hollandia          | 3×-os platinalemez         | 240 000+    |
| Kanada             | Gyémántlemez               | 1 000 000+  |
| Lengyelország      | Gyémántlemez               | 500 000+    |
| Mexikó             | 2×-es platina + aranylemez | 375 000+    |
| Németország        | 3×-os platinalemez         | 750 000+    |
| Norvégia           | Platinalemez               | 50 000+     |
| Portugália         | 2×-es platinalemez         | 80 000+     |
| Spanyolország      | 3×-os platinalemez         | 300 000+    |
| Svájc              | Platinalemez               | 50 000+     |
| Svédország         | Platinalemez               | 80 000+     |
| Új-Zéland          | 3×-os platinalemez         | 45 000+     |
| Összefoglaló       | Minősítés                  | Eladás      |
| Európa             | 4×-es platinalemez         | 4 000 000+  |

| Albumlista (1999)            | Helyezés |
| ---------------------------- | -------- |
| Ausztrál albumlista          | 7        |
| Belga albumlista (Flandria)  | 3        |
| Belga albumlista (Vallónia)  | 4        |
| Brit albumlista              | 17       |
| Osztrák albumlista           | 4        |
| Svájci albumlista            | 11       |
| USA Billboard 200 albumlista | 2        |
| Albumlista (2000)            | Helyezés |
| Ausztrál albumlista          | 94       |
| Belga albumlista (Flandria)  | 34       |
| Belga albumlista (Vallónia)  | 42       |
| Brit albumlista              | 39       |
| Svájci albumlista            | 27       |
| USA Billboard 200 albumlista | 17       |

| Albumlista (1990-es évek)    | Helyezés |
| ---------------------------- | -------- |
| USA Billboard 200 albumlista | 29       |
| Albumlista (2000-es évek)    | Helyezés |
| USA Billboard 200 albumlista | 81       |

### Első helyezések
| Előző DMX – Flesh of My Flesh, Blood of My Blood Foxy Brown – Chyna Doll TLC – FanMail             | USA Billboard 200 albumlista első helyezettje 1999. január 30. – 1999. február 5. (először) 1999. február 20. – 1999. március 12. (másodszor) 1999. április 10. – 1999. április 23. (harmadszor) | Következő Silkk The Shocker – Made Man TLC – FanMail Nas – I Am...                             |
| Előző Various Artists – Big Shiny Tunes 3 Various Artists - Grammy Nominees Andrea Bocelli – Sogno | Kanadai albumlista első helyezettje 1999. január 30. – 1999. február 5. (először) 1999. február 20. – 1999. március 12. (másodszor) 1999. április 10. – 1999. április 23. (harmadszor)           | Következő Various Artists – Grammy Nominees Andrea Bocelli - Sogno Shania Twain - Come on Over |
| Előző Gotthard – Open Andrea Bocelli – Sogno                                                       | Svájci albumlista első helyezettje 1999. március 28. – 1999. április 11. (először) 1999. április 25. – 1999. május 2. (másodszor)                                                                | Következő Andrea Bocelli – Sogno The Cranberries – Bury the Hatchet                            |

## Közreműködők
| Személyzet - Britney Spears - vezető vokál, háttérvokál - Mikey Bassie - dalszerzés, vendégvokál - Andreas Carlsson - dalszerzés, háttérvokál - Jörgen Elofsson - dalszerzés - Nikki Gregoroff - háttérvokál - Nana Hedin - háttérvokál - Andy Hess - basszusgitár - David Krueger - dalszerzés - Tomas Lindberg - basszusgitár - Kristian Lundin - dalszerzés - Per Magnusson - dalszerzés, billentyűs hangszerek - Max Martin - dalszerzés, billentyűs hangszerek, háttérvokál - Andrew McIntyre - elektromos gitár - Dan Petty - akusztikus gitár, elektromos gitár - Doug Petty - billentyűs hangszerek - Don Philip - vendégvokál - Aleese Simmons - háttérvokál - Eric Foster White - basszusgitár, dalszerzés, elektromos gitár, billentyűs hangszerek - Sonny Bono - dalszerzés - Jason Blume - dalszerzés - Steve Diamond - dalszerzés | Előállítás - Charles McCrorey - mérnök asszisztens - Chris Trevett - hangmérnök, hangkeverés - Daniel Boom - hangmérnök - David Krüger - komponálás - Dean Honer – komponálás - Denniz Pop - komponálás - DJ Parrot - komponálás - Eric Foster White - komponálás, hangmérnök, hangkeverés, dobok, rendezés - Jason Buckler - komponálás - Bralower Jimmy - dobok - Kristian Lundin - komponálás - Max Martin - komponálás, hangmérnök, digitális hangkeverés, programozás - Per Magnusson - komponálás, programozás - Rami Yacoub - komponálás - Tim Latham - hangmérnök, hangkeverés Borítók és kisfüzet - Albert Sanchez - fényképezés - Jackie Murphy - művészeti vezető, szerkesztés - Lisa Peardon - fényképezés - Larry Busacca - fényképezés - Timothy White - fényképezés |

Forrás:

## Fordítás
- Ez a szócikk részben vagy egészben a ...Baby One More Time című angol Wikipédia-szócikk fordításán alapul.  Az eredeti cikk szerkesztőit annak laptörténete sorolja fel. Ez a jelzés csupán a megfogalmazás eredetét és a szerzői jogokat jelzi, nem szolgál a cikkben szereplő információk forrásmegjelöléseként.